# Eschweilera sagotiana
Eschweilera sagotiana är en tvåhjärtbladig växtart som beskrevs av John Miers. Eschweilera sagotiana ingår i släktet Eschweilera och familjen Lecythidaceae. Inga underarter finns listade i Catalogue of Life.